# Síndrome VEXAS
Síndrome VEXAS é uma doença autoinflamatória que afeta sobretudo homens em idade adulta, causada por uma mutação somática do gene UBA1 nas celulas progenitoras hematopoéticas.